# Scopula vitiosaria
Scopula vitiosaria är en fjärilsart som beskrevs av Swinhoe 1904. Scopula vitiosaria ingår i släktet Scopula och familjen mätare. Inga underarter finns listade.